# Llengües eslaves occidentals
Les llengües eslaves occidentals formen una branca de les llengües eslaves, escindida del tronc comú al voltant del segle vi. Els trets distintius d'aquesta branca passen per una major abundància de sons palatals, una tendència a fixar la síl·laba tònica de la paraula a la primera o la penúltima i canvis en la declinació i ús del genitiu.
Les llengües eslaves occidentals tenen totes sistemes d'escriptura basats en l'alfabet llatí, per oposició a les orientals, que n'utilitzen de ciríl·lic i a les meridionals (barreja de ciríl·lic i llatí).
Els idiomes que formen aquest grup són:
- Txec
- Moravià
- Eslovac
- Caixubi
- Polonès
- Silesià
- Sòrab